# Clues
Albums de Robert Palmer
Secrets
(1979) Maybe It's Live
(1982)
Clues est le sixième album studio de Robert Palmer, publié en 1980. Il y contient notamment le titre Johnny and Mary. En France, l'album s'est vendu à 293 300 exemplaires et est certifié disque d'or.

## Titres
Tous les titres sont écrits par Robert Palmer, sauf ceux indiqués.
1. Looking for Clues (4:52)
2. Sulky Girl (4:07)
3. Johnny and Mary (3:59)
4. What Do You Care (2:44)
5. I Dream of Wires (Gary Numan) (4:34)
6. Woke up Laughing (3:36)
7. Not a Second Time (John Lennon, Paul McCartney) (2:48)
8. Found You Now (Gary Numan, Robert Palmer)  (4:37)